# Barlia metlesicsiana
Barlia es un género monotípico de la familia Orchidaceae con una sola especie Barlia metlesicsiana Teschner, anteriormente tenía también la especie Barlia robertiana que se pasó en 1999 al género Himantoglossum, como Himantoglossum robertianum. Barlia está estrechamente emparentada con los géneros Himantoglossum y Serapias.

## Nomenclatura
Nombrada en honor del botánico Jean Baptiste Barla (1817-1886).
"metlesicsiana", especie dedicada a Hans Metlesics, naturalista contemporáneo austriaco, que recolectó en Canarias.

## Distribución y hábitat
Hay una sola especie en este género de orquídeas, que es endémica de Tenerife crece en inmediaciones de pinares y en terrenos de cultivo abandonados en el suroeste de Tenerife entre los 800 y 1300 m s. n. m., en los municipios de Santiago del Teide y Guía de Isora.

## Descripción
Género terrestre que se desarrolla del tubérculo enterrado, con forma ovoide o redondeada, con las hojas caducas, que presentan un tallo alargado con una inflorescencia terminal, cilíndrica, con numerosas flores fragantes.
Planta de unos 60 cm de altura. Hojas caulinares ovadolanceoladas. 
Inflorescencia en espiga densa,de 24 a 40 flores y brácteas que sobresalen por las flores. Pétalos laterales verdosos en el haz y con puntos rojo en el envés. Labelo rosa, purpúreo o blanquecino, con manchas rojizas. 
Fruto en cápsula alargada, dehiscente por medio de ventanas laterales.

## Amenazas
Los grupos principales de esta especie se encuentran muy amenazados ya que crecen en cultivos abandonados sujetos a una posible reexplotación. 
Sufre una predación intensa por recolectores debido a sus vistosas inflorescencias.

## Sinonimia
- Himantoglossum metlesicsianum (W.P.Teschner) P.Delforge (1999).[1]